# Paisaje con la huida a Egipto
Paisaje con la huida a Egipto es un cuadro del pintor Pieter Brueghel el Viejo, realizado en 1563, que se exhibe en el Instituto de Arte Courtauld de Londres. Representa la huida a Egipto de José y María con el niño Jesús, un episodio bíblico de la vida de Jesús ocurrido en su infancia, inserto en un paisaje naturalista siguiendo las convenciones establecidas por Joachim Patinir. El cuadro fue donado al Instituto de Arte Courtauld en el legado de Princes Gate en 1978.
Se representa a José guiando un burro, y sobre él María que sostiene al niño Jesús, bien envuelto para el viaje. Están descendiendo una pendiente con vistas a un paisaje montañoso, con un amplio valle fluvial bordeado por colinas. La pintura está dominada por tonos marrones y verdes para la tierra, y el azul del agua y el cielo. La inusual capa roja de María (en lugar del tradicional azul) y su tocado blanco la hacen destacar contra el azul del río, mientras que la ropa gris de José contrasta con el fondo verde y marrón de las colinas boscosas. En el fondo, los edificios de las ciudades son apenas visibles a cada lado del río.
En el tocón de un árbol a la derecha, una estatua pagana caída de su santuario a medida que la familia pasaba, simboliza el triunfo de Cristo sobre el paganismo. Este detalle es uno de varios incidentes milagrosos que la leyenda dorada agrega a la breve historia bíblica, igual que el episodio del descanso, muy reproducido desde el siglo XV. Una rama caída contra un árbol crea una cruz, presagiando la crucifixión. Dos pequeñas salamandras, símbolos del mal, se pueden ver debajo de las figuras.
La pintura está firmada BRVEGEL MDLXIII y fue propiedad del mecenas de Brueghel, el cardenal Antoine Perrenot de Granvelle (1517-1586), un importante administrador de los Habsburgo en los Países Bajos. La pintura se menciona en un inventario de 1607.
La huida a Egipto o el descanso en ella es un tema muy representado en pintura, con más de doce obras de maestros como Tiziano, Tintoretto, Caravaggio o Murillo dedicadas a este episodio.